# Leechkirche

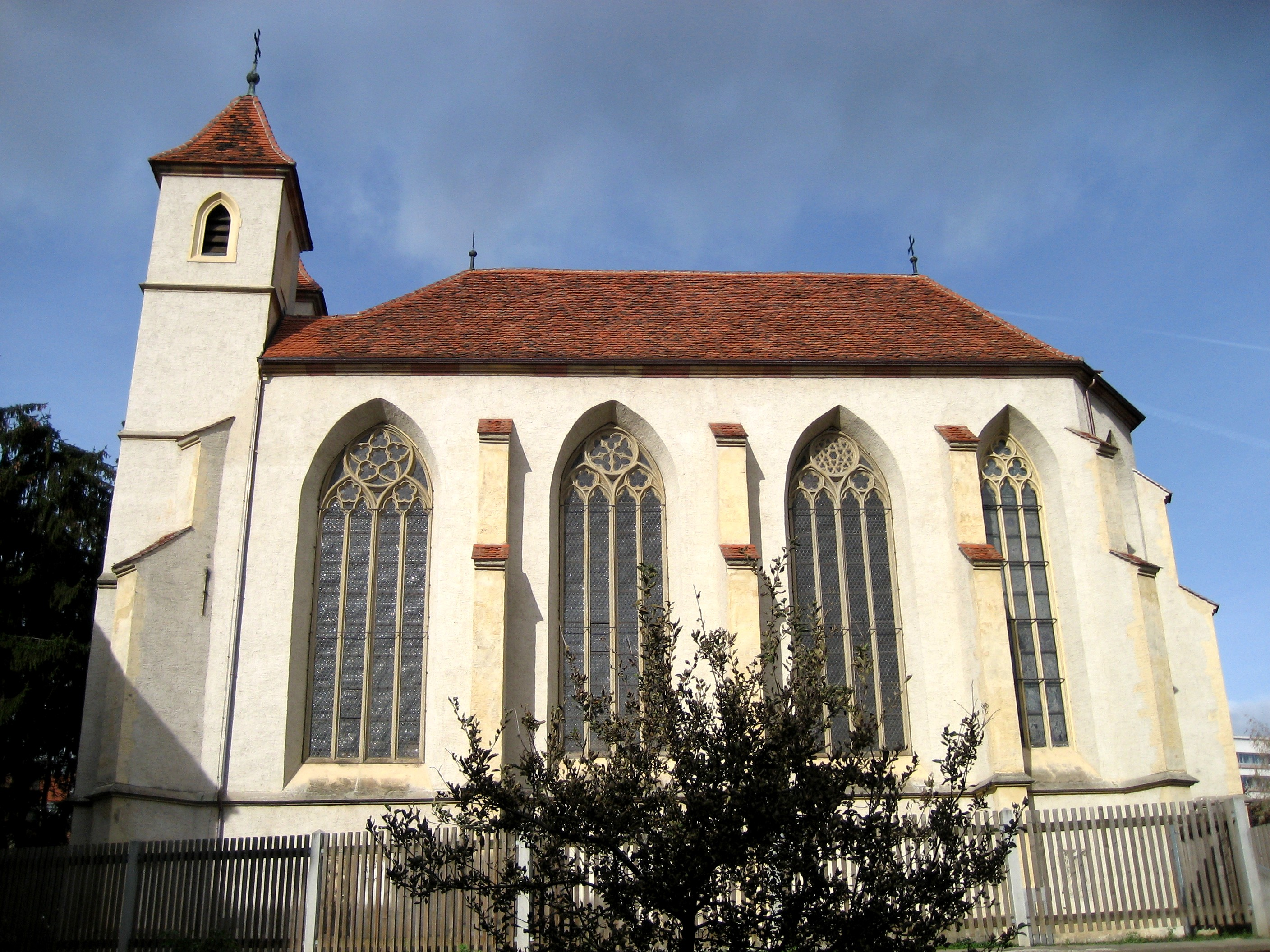
Leechkirche – von der Zinzendorfgasse aus gesehen

Die Leechkirche, eigentlich Maria Himmelfahrt am Leech ist die älteste römisch-katholische Kirche von Graz. Sie liegt im Bezirk Geidorf etwas versteckt auf einem Hügel und ist sowohl von der Zinzendorfgasse als auch (über die Rittergasse) von der Glacisstraße aus zugänglich. Sie bildet das Kuratbenefizium Graz-Leechkirche der Grazer Dompfarre im Dekanat Graz-Mitte der Stadtkirche Graz.

## Geschichte

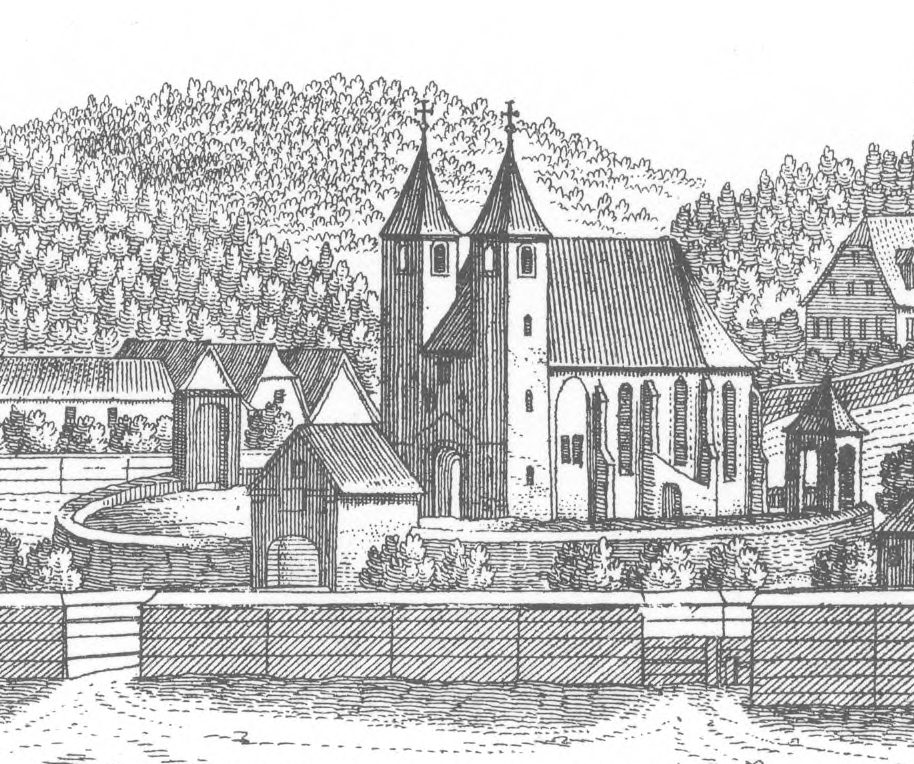
Grazer Leechkirche im 17. Jahrhundert

Die Stelle, auf der sich die heutige Leechkirche befindet, war Teil eines Gräberfeldes der Urnenfelderkultur aus dem 9. und 8. Jahrhundert v. Chr. Aus dem 6. Jahrhundert v. Chr. stammt ein hallstattzeitliches Hügelgrab mit einem Durchmesser von ungefähr 20 Metern. Grabbeigaben wurden jedoch aufgrund von Grabplünderungen nicht gefunden. Mangels in-situ-Funden aus der Kelten- und Römerzeit wird keine Kultkontinuität angenommen. Die Namensgebung – Leech stammt vom althochdeutsch hleo ‚Hügelgrab‘ ab – lässt darauf schließen, dass noch bis zum Ende des 1. Jahrtausends n. Chr. das Wissen um die Funktion des Hügels erhalten geblieben ist, ohne von einer Nachnutzung überlagert worden zu sein. Eine Spur hinterlässt das Hügelgrab noch im aktuellen Kataster: Das Grundstück ist – bis auf einige Kreisverkehre – das einzige runde in der Stadt Graz. Die Stützmauer aus geschlichteten großen Steinbrocken am Rand des Plateaus mit der Kirche zeichnet diese Grundgrenze bis heute nach.
Um das Jahr 1000 n. Chr. wurde ein erster Rundbau (ohne Apsis) errichtet, in dessen Fundament römische Dachziegel (tegulae) vorgefunden wurden. Dies lässt darauf schließen, dass sich in der Nähe ein (bis dato noch nicht lokalisierter) römischer Bau befunden hat, dessen Überreste wiederverwendet wurden. Im Jahr 1202 ließ Herzog Leopold VI. diesen ersten Kirchenbau durch die St. Kunigunden-Kapelle ersetzen (ebenfalls eine Rundkirche, diesmal mit Apsis). Die erstmalige urkundliche Erwähnung steht im Zusammenhang eines Gerichts, das der Herzog an dieser Stelle im Jahr 1224 hielt. Aus dieser Zeit dürfte auch der spätromanische Kirchhügel stammen, der vom Umfang her bedeutend größer ist als der ursprüngliche Grabhügel, und auf dem auch die heutige Kirche steht. 1233 schenkte Herzog Friedrich II. von Österreich und Steiermark dem Deutschen Ritterorden das Kirchenareal. Vermutlich im Jahre 1250 wurde die Kunigundenkapelle zerstört, ob durch natürliche oder kriegerische Ereignisse bleibt unklar.
1255 begann man mit einem Neubau, tatsächlich errichtet wurde dann die heutige Kirche 1275–1293, im Stil der frühen Gotik. Aufgrund des Reliquiensiegels konnte nachgewiesen werden, dass diese Kirche vom damaligen Bischof von Gurk, Hartnid von Lichtenstein-Offenberg, 1293 geweiht wurde. Dem Deutschen Ritterorden wurde für das Areal um die Kirche das Asylrecht zugestanden. Obwohl dem Deutschorden kein Begräbnisrecht zustand (außer das der eigenen Ordensmitglieder) wurden unter dem heutigen Kirchenraum Dutzende Gräber von Nicht-Ordensmitgliedern aufgefunden.
Die Leechkirche wurde im Jahr 1979 vom Deutschen Orden der Diözese Graz-Seckau übergeben, welche sie 1985 als Universitätskirche für die nahe Karl-Franzens-Universität Graz bestimmte. In den Jahren 1991–1994 wurde sie gründlich renoviert.

## Bau

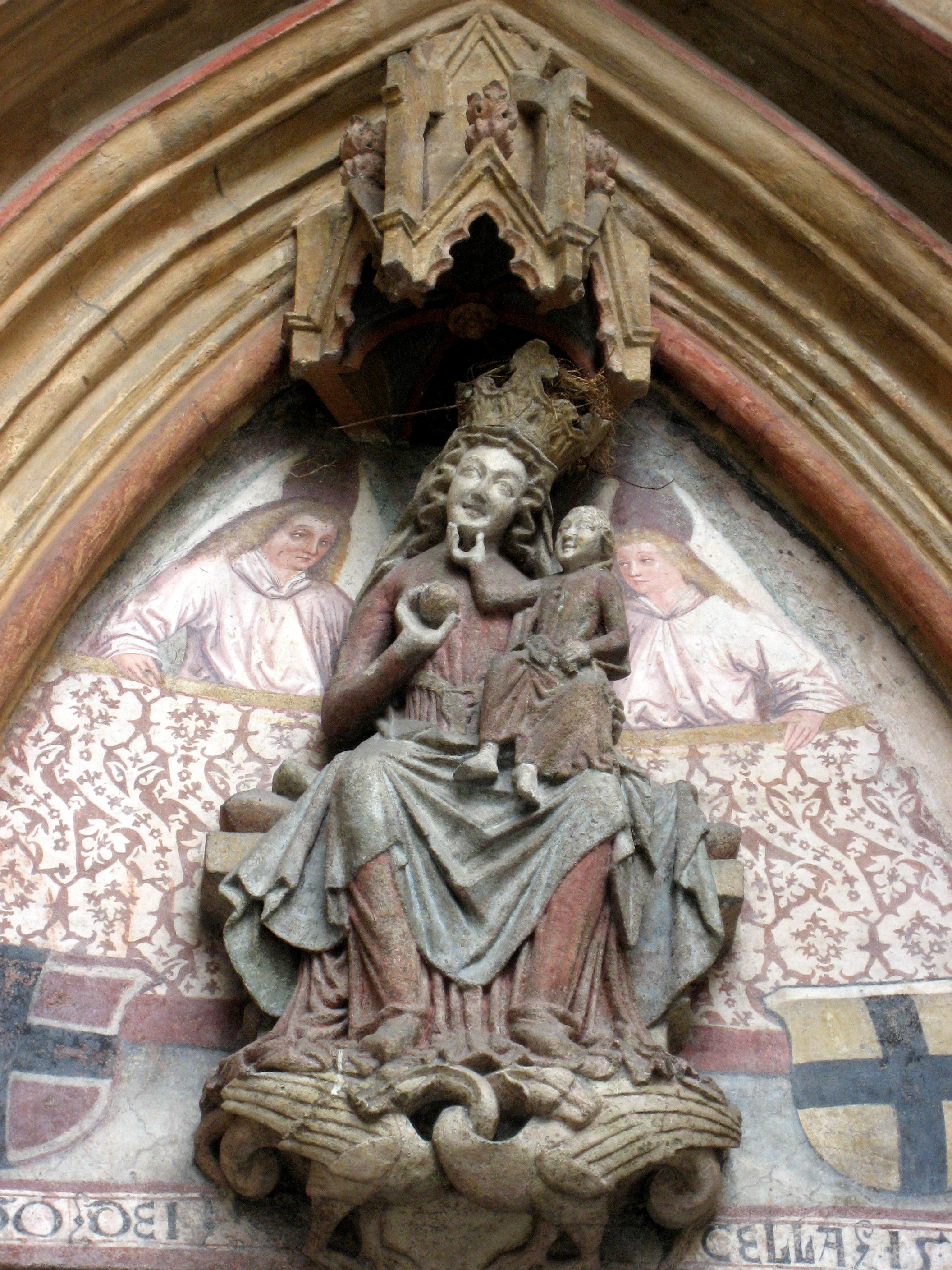
Madonnenfigur im Tympanon

Die frühgotische Tympanon-Madonna mit dem Kind über dem Portal auf der Westseite entstand etwa 1290. Im Inneren der Kirche gestaltete der gleiche Künstler die Schlusssteine des Gewölbes; diese stellen ein Astwerkkruzifix, die heilige Kunigunde, die heilige Margarethe und die heilige Barbara dar. Der Hochaltar von ca. 1780 enthält eine geschnitzte hölzerne Marienstatue aus dem 15. Jahrhundert. Flankiert wird die Marienfigur von Statuen der Heiligen Kunigunde und der Heiligen Elisabeth. Links vom Hochaltar ist in der Apsiswand eine gotische Sakramentsnische des Jahres 1499 eingelassen. Eine gemalte Pietà befindet sich in einer Nische rechts des Altars. Die Glasmalereien stammen aus dem 14. bis 15. Jahrhundert. Die Türme sind jünger als die restliche Kirche und stammen etwa aus dem Jahre 1500. Der Grundriss der leopoldinischen Kunigunden-Kapelle ist im modernen Fußboden der heutigen Kirche in Form einer dünnen Linie eingefräst.